# Calydna stolata
Espèce
Calydna stolata est un insecte lépidoptère appartenant à la famille  des Riodinidae et au genre Calydna.

## Taxonomie
Calydna stolata a été décrit par Brévignon en 1998.

## Écologie et distribution
Calydna stolata n'est présent qu'en Guyane.

### Biotope
Il réside dans la forêt tropicale.

### Protection
Pas de statut de protection particulier.